# موسى العوضي
موسى العوضي هو لاعب كرة سلة أردني، يلعب حاليًا مع نادي جامعة العلوم التطبيقية، كما لعب سابقًا مع نادي زين والوحدات، وشارك أيضًا مع المنتخب الأردني.